# David Katoatau
David Katoatau (Nonouti, 17 juli 1984) is een Kiribatisch gewichtheffer.
Tijdens de Oceanische kampioenschappen gewichtheffen in 2006 werd hij derde en in 2007 eerste. Tijdens de wereldkampioenschappen gewichtheffen 2007 werd hij met 281 kg 37e in dezelfde gewichtsklasse.
Katoatau nam namens zijn land deel aan de Olympische Zomerspelen 2008 en 2012. Hij was beide keren de vaandeldrager. Tijdens de spelen van 2008 werd hij met 313 kg 15e in de categorie tot 85 kg. In 2012 werd hij met 325 kg 17e in de klasse tot 94 kg.
Tijdens de Gemenebestspelen 2014 behaalde Katoatau goud in de gewichtsklasse tot 105 kg. Hij tilde in totaal 348 kilogram: 148 kg bij het trekken en 200 kg bij het stoten.